# Seznam ruskih atletov
Seznam ruskih atletov.

## A
- Inga Abitova
- Aleksej Aksjonov
- Ana Alminova
- Vera Anisimova
- Mikola Avilov

## B
- Tamara Bikova
- Ljudmila Bragina
- Valerij Brumel (1942–2003)

## Č
- Jolanda Čen
- Olga Černjavska
- Tatjana Černova
- Nadežda Čižova

## D
- Nina Dumbadze (Gruzija)

## E
- Ljudmila Engquist

## G
- Radion Gataulin
- Pavel Aleksandrovič Gerasimov

## I
- Jelena Isinbajeva
- Marija Itkina
- Olimpiada Ivanova

## J
- Olga Jegorova
- Anatolij Julin

## K
- Tatjana Kazankina
- Vera Komisova
- Natalija Kovtun
- Jurij Kucenko (1952–2018)
- Olga Kuzenkova

## L
- Jurij Litujev
- Sergej Litvinov
- Mihail Lobanov
- Aleksandr Lukjanov

## M
- Ilja Markov
- Jevgenij Minajev (1933–1993)

## O
- Vera Ordina
- Ruslan Orlov (*1983)
- Nikolaj Ozolin (1906–2000)
- Elvira Ozolina (1939–) (Latvija)

## P
- Julija Pečonkina
- Galina Vinogradova-Popova
- Tamara Press
- Irina Privalova
- Tatjana Providohina

## R
- Jaroslav Ribakov (*1980)

## S
- Gulnara Samitova-Galkina
- Vjačeslav Skomorohov
- Natalija Smirnicka
- Leonid Spirin

## Š
- Tatjana Šikolenko
- Lilija Šobukova

## T
- Maksim Tarasov
- Tatjana Tomašova

## U
- Ivan Uhov

## Ž
- Leonid Žabotinski (dvigovalec uteži)